# 红庙子道观
红庙子道观（亦被称为老红庙道观）位于中华人民共和国新疆维吾尔自治区乌鲁木齐市沙依巴克区平顶山南部山顶，是截止2016年6月初，新疆唯一经过政府批准的道教宗教活动场所。红庙子道观道长为陈晓明。红庙子曾两次遭到拆毁，现在的红庙子道观于1988年在原址上重建。也因为红庙子道观，曾经生活在乌鲁木齐一带的居民会称巩宁、迪化为“红庙子”。

## 历史上的红庙子

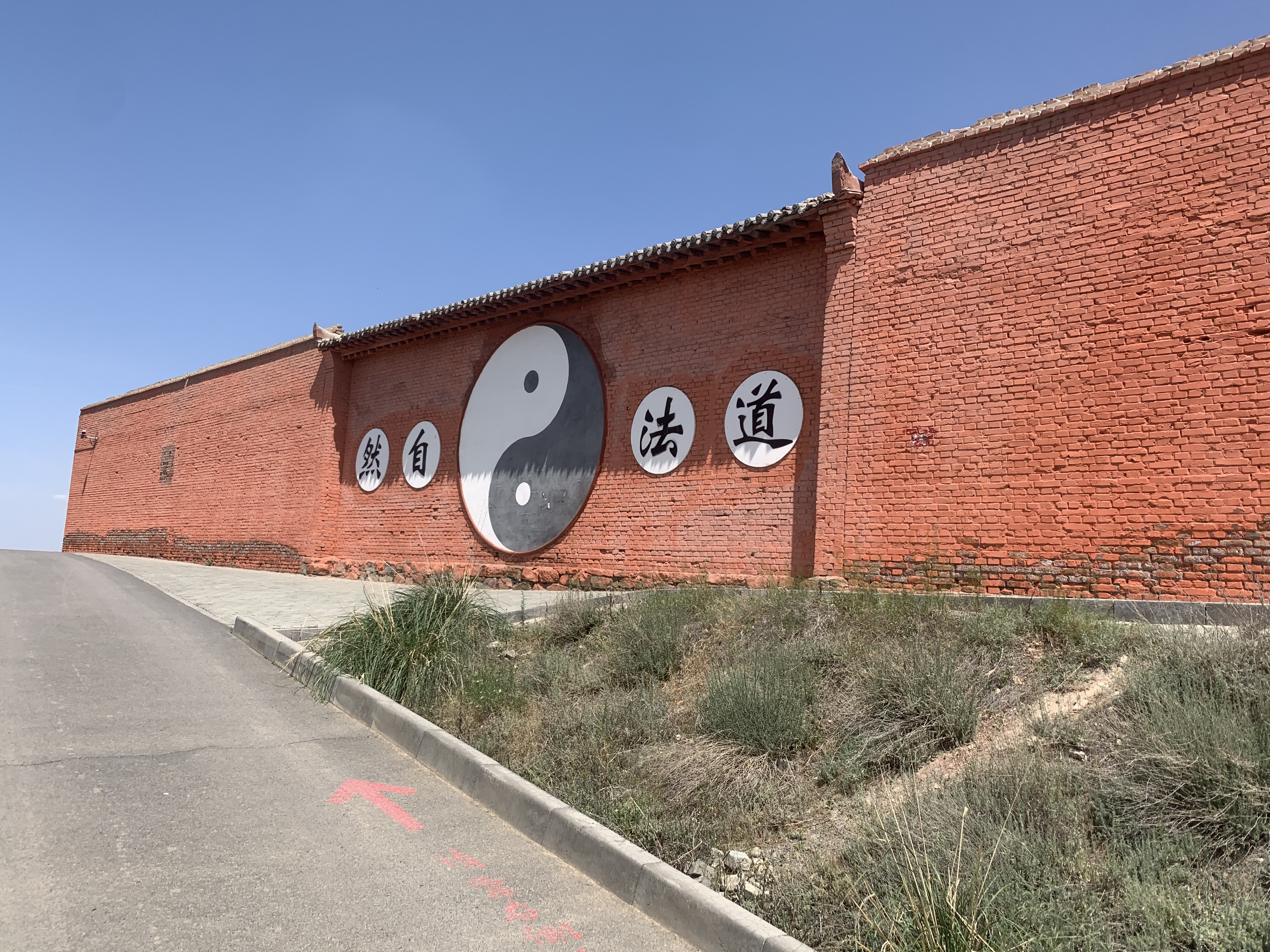
红庙子道观外墙

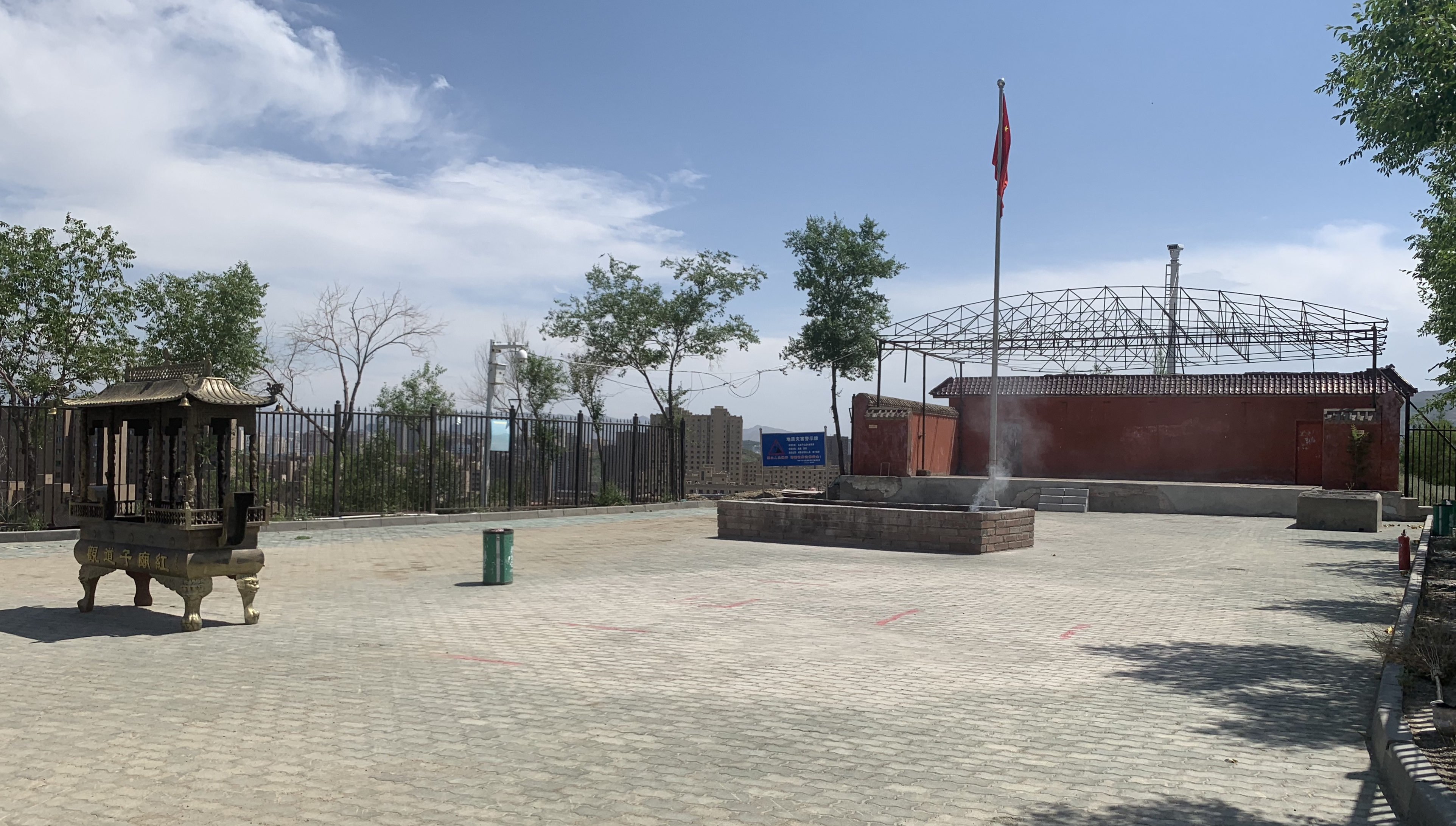
红庙子道观前的戏台

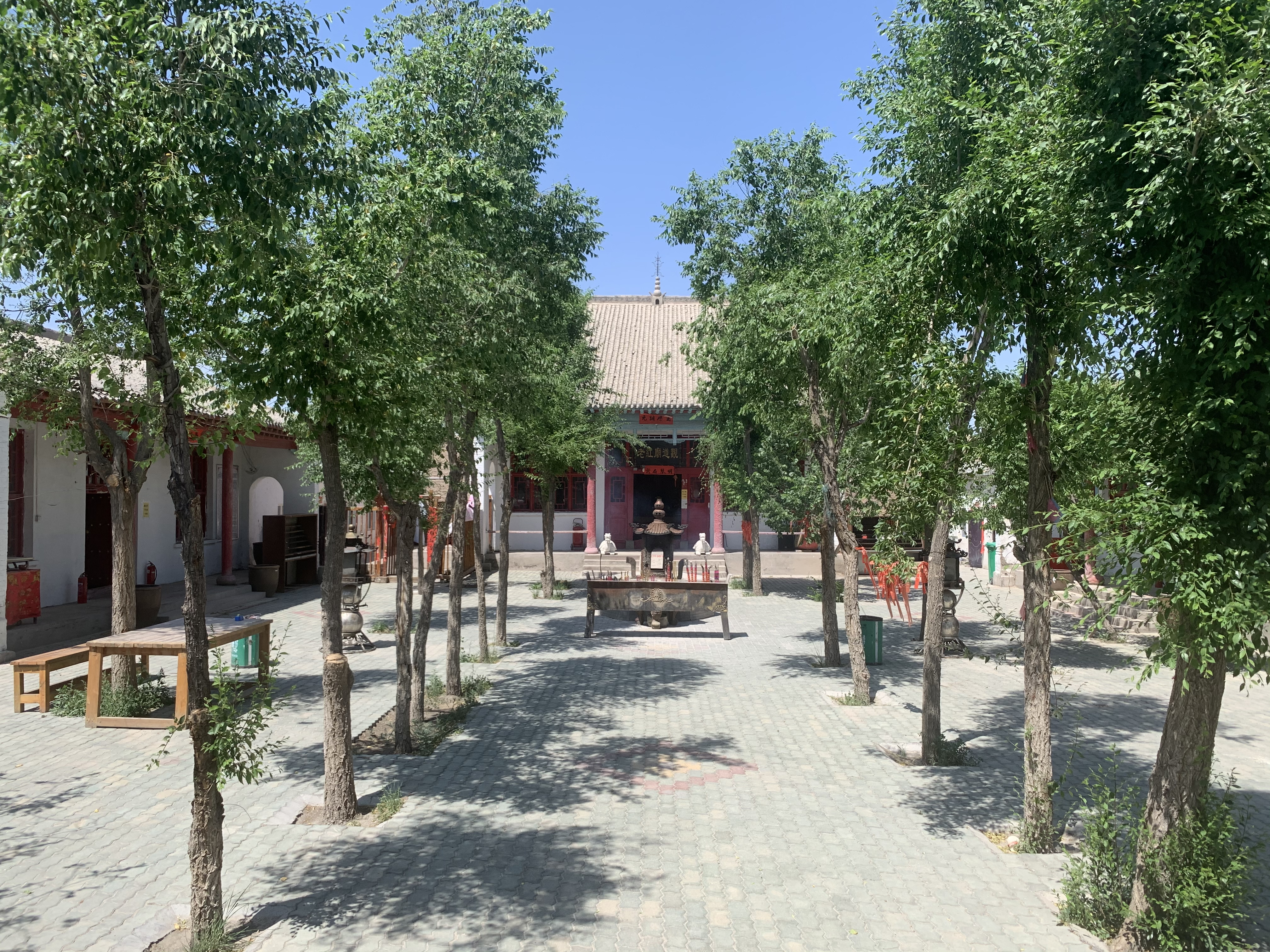
红庙子道观观内

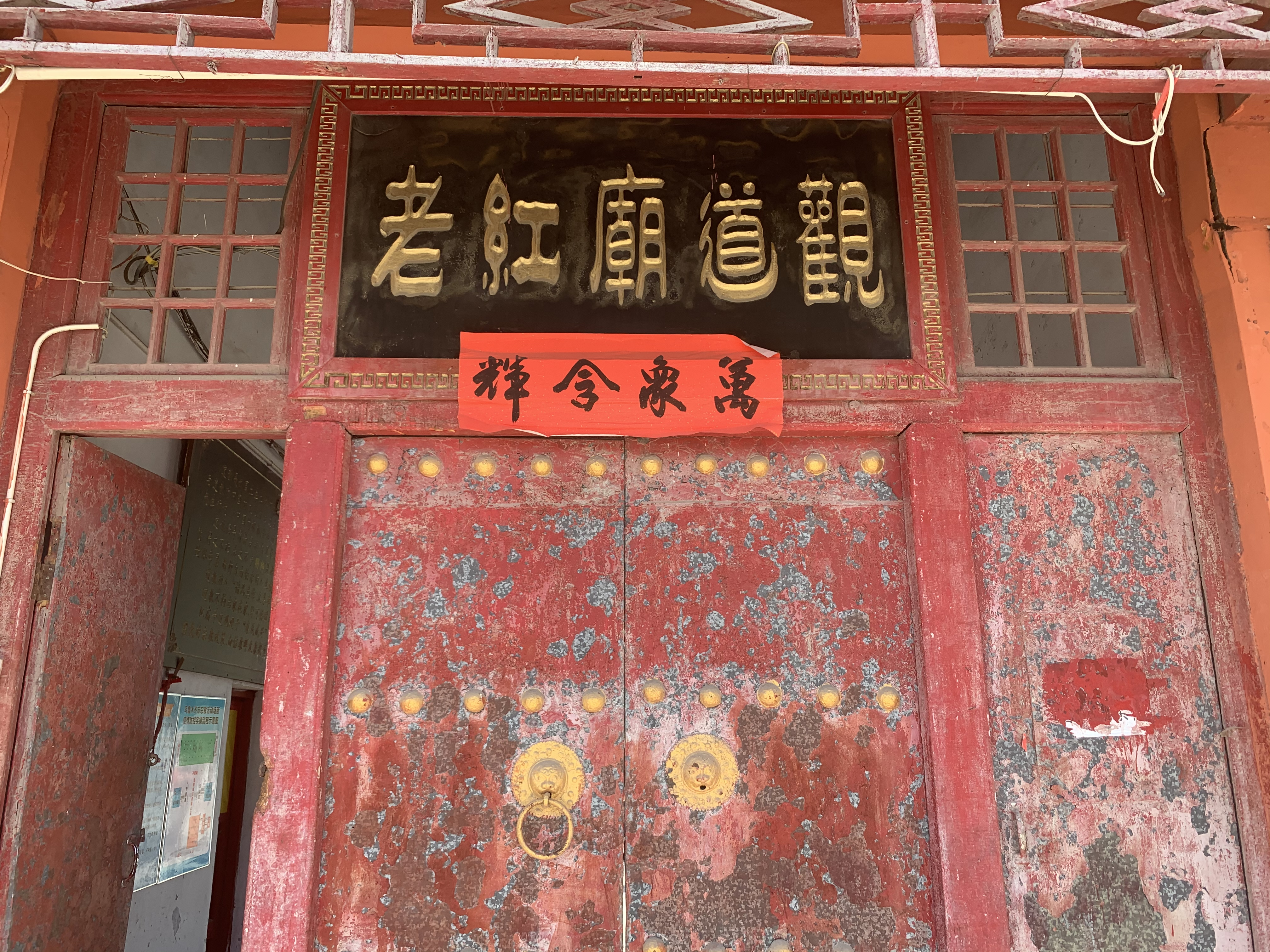
红庙子道观牌匾

红庙子是乌鲁木齐地标式建筑，南来北往的商客、游人途径乌鲁木齐时会看到山上的红庙，故一度称呼乌鲁木齐为红庙子。然而最早的红庙子的具体庙址在哪，一直存在着争议。最早出现关于“红庙子”记载的是纪昀在乾隆三十六年（公元1771年）所著《乌鲁木齐杂诗》中的诗注：“今地俗称红庙，庙址在旧城之东，不知何代之庙；因以名地，亦不知始于何人也。”不过纪昀仅记载了红庙的大概位置，庙址争议由此产生。纪昀所描述的红庙可能是指乌鲁木齐南关小东梁（今乌鲁木齐二道桥一带）的红泥垩壁关帝庙（现已不存在）。其判断依据是乌鲁木齐最早的城池是准噶尔之役后，清政府在乾隆二十年（公元1755年）修住了一座土城，名为乌鲁木齐，而该土城位于迪化城南部。纪昀所说旧城之东，正好对应着小东梁的关帝庙。
关于红庙子另一处的记载是永保所著《乌鲁木齐事宜》中的红山红庙。这座红庙是位于城北制高点红山山顶赤土垩壁的玉皇庙。玉皇庙建于乾隆四十四年（公元1779年）。二十世纪30年代，盛世才开始治疆后，拆除了红山等地庙宇，其中包括这座玉皇庙。玉皇庙后搬去了九家湾的红庙子。以上两处“红庙子”因拆除时间较早，逐渐被人遗忘，但红庙子作为乌鲁木齐的民间称呼依然被人记得。而九家湾的红庙子也从此成为乌鲁木齐市唯一的红庙子。

### 位于九家湾的红庙子
位于九家湾的红庙子，也就是现在红庙子道观的所在地。九家湾红庙子最初为关帝庙。准噶尔之役后，清兵在被厄鲁特部落称为瓦剌国的旧城遗址一带安营扎寨、开垦种地。因驻守于此的清兵崇尚关羽，在平瑞镇守巩宁城时，于平顶山顶建造了一座关帝庙。因其四面朱红色的墙，故被称为红庙子。后来清真王妥明拆毁了这座红庙子。红庙子重建的日期暂不可考，到了杨增新治疆时期，杨增新将原巩宁城内刘猛将军庙改为汽车局，并将该庙宇的神像迁移至九家湾红庙子内，从此虫王盛会取代了关帝祭祀。红庙子此时一度热闹起来，因为当时政府财政相对紧张，民间广泛参与的庙会逐渐代替了耗资冗繁的国家祭祀活动。然而随着杨增新为打击哥老会，限制迪化的会馆、庙会活动。红庙子等地庙、会馆的活动也趋于停滞。
民国六年（公元1917年），谢彬受北洋政府财政部委派前往新疆调查财政，并将自己的所见所闻记录在《新疆游记》之中。其中就记载了位于九家湾平顶山的红庙子。到了盛世才治疆时期，城内的关帝庙和九家湾关帝庙合并，玉皇庙、城隍庙、娘娘庙、观音阁等庙宇都集中在了九家湾老红庙。这时，九家湾红庙子成为了综合性的庙宇。國民政府开始治疆后，每年三月三、四月八、五月十三、六月六、七月七、九月九都会在红庙子举办庙会，甚至会出现三个戏班同时分台演出的情况。
新疆和平解放后，市区内及周围的庙宇很多都被迁移至红庙子。此地成为道教、佛教举办活动的主办地，每年七月十五亦会过胜会，有时超度亡灵，有时祭奠亡人。1958年到1964年，乌鲁木齐地区部分道教教徒为红庙子新塑了16尊神像。1963年七月七和1964年正月七，红庙子举办了两次庙会，大约800人上山进香，其中以老年人居多，以农民居多。此时，红庙子进行的道教活动主要有烧香还愿、抽签问凶吉、烧包、燎病等。文化大革命开始后，红庙子被视为“封、资、修”的东西，红庙子被拆除，并被改建为少管所。至此，乌鲁木齐的道教活动完全停止。

## 庙宇遗迹
位于九家湾的红庙子被拆除前坐北朝南，方圆近三里。由5部分组成，分别是前殿、中殿、后殿、戏台以及厢房。关帝庙门前有广场，门前两侧有石狮子，门堂内有神像。红庙子三殿以条石为地基，立有红色圆柱，青砖盖顶，屋檐四角高翘。是清代到民国乌鲁木齐规模较大的道教建筑。在重建前，红庙子遗址残存着墙基和一些碎瓦残砖。由此测得原庙宇南北长100米，东西宽27米左右。墙基靠北侧的坑内残留有残缺的泥塑像。红庙子道观在原址重建后，遗址荡然无存。
在离红庙子东120余米处的山坡缓坡地带有超过10座的道人、和尚墓。墓葬直径3米到4米不等，墓葬高约0.5米，部分墓葬因自然侵蚀而塌陷。其中5座墓葬有墓碑，但大部分的字迹已经漫漶不清。能辨清的一座墓碑上书有“民国十一年……羽化龙门王……民国十七年……”等字样。墓葬中一座保存较好的墓葬以青砖砌成。平面呈六边形，边长6米。墓碑记载该墓修建于光绪戊申年四月。

## 新建道观
1988年，乌鲁木齐市道教协会开始筹资，红庙子道观的恢复工作开始进行，红庙子道观在原址上开始重建。这次恢复工作以“一次规划、逐步实现”作为原则进行。1989年，乌鲁木齐市道教协会邀请河南龙门派的道士并演了几天的戏，扩大影响。虽然道观得以重建，但长期并没有道士组织宗教活动，红庙子道观的日常工作由红庙子道观管理委员会负责。2011年，在红庙子道观举办的红庙子庙会被列为乌鲁木齐市非物质文化遗产。每年四月初八庙会开始，为期三天。人们前往红庙子道观烧香祈福，附近商贩上山经商，艺术团体在庙前搭台唱戏。2016年，红庙子道观开始进行修缮工程。这一年5月20日，红庙子道观正式成为由国家宗教事务局批准的新疆宗教活动场所，并有教职人员1名。2016年6月中华人民共和国国务院新闻办公室发布的《新疆的宗教信仰自由状况》白皮书中所记录的新疆唯一道教宗教活动场所即红庙子道观。
红庙子道观位于中华人民共和国新疆维吾尔自治区乌鲁木齐市沙依巴克区红庙子街道九家湾地区兴乐三巷，位于平顶山南部山顶。二十一世纪伊始，在红庙子道观前修建了一座戏台，大青方砖作为地板。重建的红庙子道观由戏台、庙门、厢房和正殿构成，规模比以前的红庙子较小。正殿供奉玉皇大帝主神塑像，两侧分别供奉着齐天大圣、观音大士、王母娘娘、关帝、太上老君等神灵塑像。殿内绘有三国演义故事的壁画。大殿为歇山式建筑，有琉璃脊饰。院内东西两侧为厢房。四周是红墙。